# Lauri Markkanen
Lauri Elias Markkanen (Vantaa, 22 maggio 1997) è un cestista finlandese, professionista in NBA con gli Utah Jazz.

## Biografia
È figlio di Pekka Markkanen e Riikka Ellonen. Ha due fratelli: Eero, calciatore professionista acquistato in passato dal Real Madrid, e Miikka, anch'egli cestista, il quale però in carriera non è mai andato oltre la seconda serie finlandese.

## Carriera

### Gli inizi
Markkanen è cresciuto a Jyväskylä e ha giocato i suoi primi anni nella squadra locale dell'HoNsU. Dal 2014 al 2016 ha giocato in Finlandia per l'HBA-Märsky, squadra controllata dal Torpan Pojat (ToPo) a partire dalla primavera del 2016.

### NCAA
Il 17 ottobre 2015, Markkanen verbalmente si è impegnato nel campionato NCAA per gli Arizona Wildcats prima dell'inizio della stagione 2016-17. Lauri ha firmato un contratto per la squadra l'11 novembre. ESPN.com ha riferito che il ragazzo finlandese alto sette piedi (2.13 m) è considerato "un grande candidato per il draft NBA".
Nel gennaio del 2017 la rete di blog sportivi SB Nation lo considerava "il miglior tiratore universitario alto 7 piedi mai visto prima". Il 12 gennaio ha registrato il suo career high di 30 punti, 12 tiri dal campo segnati su 18 tentativi di tiro contro la rivale Arizona State. Ha registrato il massimo numero di rimbalzi nella sua carriera 13 rimbalzi contro Northern Colorado (21 novembre 2017), Washington State (26 gennaio 2017) e Washington (18 febbraio 2017). Il suo carreer high è di 3 stoppate contro ASU nella finale del 4 marzo 2017.
Alla conclusione della sua stagione, Markkanen ha annunciato la sua intenzione di rinunciare ai suoi ultimi tre anni di college e di candidarsi al draft NBA 2017.

### NBA

#### Chicago Bulls (2017-2021)
Markkanen è stato scelto dai Minnesota Timberwolves con la settima chiamata nel primo turno del Draft NBA 2017. In quella stessa notte i suoi diritti sono stati scambiati con i Chicago Bulls insieme a Zach LaVine e Kris Dunn per Jimmy Butler e i diritti su Justin Patton. Il 5 luglio 2017 Markkanen ha firmato con i Chicago Bulls. Esordisce con i Bulls il 9 ottobre 2017 nella sconfitta casalinga contro i New Orleans Pelicans, con 4 punti, 3 rimbalzi e un assist in 15 minuti giocati.
Entra stabilmente nel quintetto titolare della squadra di Chicago cinque giorni dopo, mettendo a referto 13 punti, 7 rimbalzi, 3 assist e una stoppata contro i Toronto Raptors, sfida poi conclusi 125-104 per i canadesi. La prima doppia doppia della sua carriera arriva il 22 ottobre (13 punti e 12 rimbalzi nella sconfitta per 87-77 contro i San Antonio Spurs). L'11 gennaio 2018 segna il suo career-high di 33 punti nella vittoria contro i New York Knicks. Il 15 gennaio, nella vittoria contro i Miami Heat per 119-111, diventa il più veloce giocatore NBA di sempre a raggiungere le 100 triple realizzate (41 partite), battendo il precedente record di Damian Lillard (44).

#### Cleveland Cavaliers (2021-2022)
Il 27 agosto 2021 firma con i Cleveland Cavaliers per quattro anni dopo una trade a tre squadre che ha compreso anche i Portland Trail Blazers.

#### Utah Jazz (2022-)
Il 1º settembre 2022, Markkanen è stato scambiato con gli Utah Jazz insieme a Ochai Agbaji, Collin Sexton, tre scelte del primo turno e due scambi di scelte in cambio di Donovan Mitchell
. Nel 2023 prenderà parte all'NBA All-Star Weekend 2023 per la prima volta nella sua carriera.

## Statistiche

### NCAA
| Anno      | Squadra          | PG | PT | MP   | TC%  | 3P%  | TL%  | RP  | AP  | PRP | SP  | PP   |
| --------- | ---------------- | -- | -- | ---- | ---- | ---- | ---- | --- | --- | --- | --- | ---- |
| 2016-2017 | Arizona Wildcats | 37 | 37 | 30,8 | 49,2 | 42,3 | 83,5 | 7,2 | 0,9 | 0,4 | 0,5 | 15,6 |
| Carriera  | Carriera         | 37 | 37 | 30,8 | 49,2 | 42,3 | 83,5 | 7,2 | 0,9 | 0,4 | 0,5 | 15,6 |

#### Massimi in carriera
- Massimo di punti: 30 vs Arizona State (12 gennaio 2017)[16]
- Massimo di rimbalzi: 13 (3 volte)
- Massimo di assist: 5 vs Texas Southern (30 novembre 2016)
- Massimo di palle rubate: 2 (2 volte)
- Massimo di stoppate: 3 vs Arizona State (4 marzo 2017)
- Massimo di minuti giocati: 40 vs Xavier-Cincinnati (23 marzo 2017)

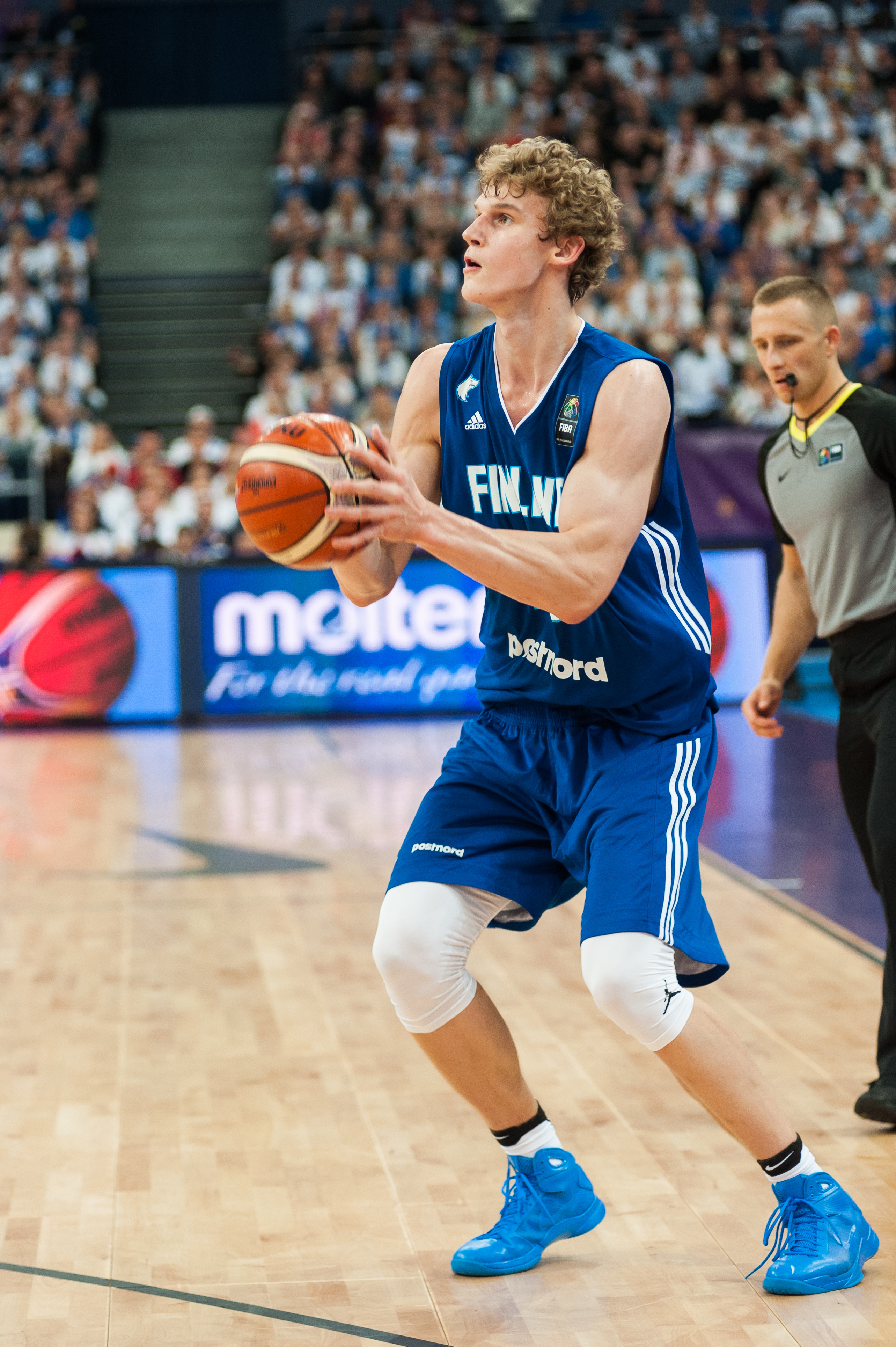
Markkanen in azione con la maglia della

### NBA

#### Regular Season
| Anno      | Squadra             | PG  | PT  | MP   | TC%  | 3P%  | TL%  | RP  | AP  | PRP | SP  | PP   |
| --------- | ------------------- | --- | --- | ---- | ---- | ---- | ---- | --- | --- | --- | --- | ---- |
| 2017-2018 | Chicago Bulls       | 68  | 68  | 29,7 | 43,4 | 36,2 | 84,3 | 7,5 | 1,2 | 0,6 | 0,6 | 15,2 |
| 2018-2019 | Chicago Bulls       | 52  | 51  | 32,3 | 43,0 | 36,1 | 87,2 | 9,0 | 1,4 | 0,7 | 0,6 | 18,7 |
| 2019-2020 | Chicago Bulls       | 50  | 50  | 29,8 | 42,5 | 34,4 | 82,4 | 6,3 | 1,5 | 0,8 | 0,5 | 14,7 |
| 2020-2021 | Chicago Bulls       | 51  | 26  | 25,8 | 48,0 | 40,2 | 82,6 | 5,3 | 0,9 | 0,5 | 0,3 | 13,6 |
| 2021-2022 | Cleveland Cavaliers | 61  | 61  | 30,8 | 44,5 | 35,8 | 86,8 | 5,7 | 1,3 | 0,7 | 0,5 | 14,8 |
| 2022-2023 | Utah Jazz           | 66  | 66  | 34,4 | 49,9 | 39,1 | 87,5 | 8,6 | 1,9 | 0,6 | 0,6 | 25,6 |
| 2023-2024 | Utah Jazz           | 55  | 55  | 33,1 | 48,0 | 39,9 | 89,9 | 8,2 | 2,0 | 0,9 | 0,5 | 23,2 |
| 2024-2025 | Utah Jazz           | 47  | 47  | 31,4 | 42,3 | 34,6 | 87,6 | 5,9 | 1,5 | 0,7 | 0,4 | 19,0 |
| Carriera  | Carriera            | 450 | 424 | 31,0 | 45,5 | 37,1 | 86,7 | 7,1 | 1,5 | 0,7 | 0,5 | 18,2 |
| All-Star  | All-Star            | 1   | 1   | 26,0 | 46,2 | 16,7 | -    | 7,0 | 0,0 | 0,0 | 0,0 | 13,0 |

#### Massimi in carriera
- Massimo di punti: 49 vs Houston Rockets (5 gennaio 2023)[17]
- Massimo di rimbalzi: 19 vs Brooklyn Nets (29 gennaio 2019)
- Massimo di assist: 6 vs Memphis Grizzlies (13 febbraio 2019)
- Massimo di palle rubate: 4 (3 volte)
- Massimo di stoppate: 4 vs Memphis Grizzlies (31 ottobre 2022)
- Massimo di minuti giocati: 54 vs Atlanta Hawks (1º marzo 2019)

## Palmarès
- NBA All-Rookie First Team (2018)
- NBA Most Improved Player (2023)
- Partecipazioni all’All Star Game: 1 (2023)